# Mostek přes Výmolu
Mostek přes Výmolu stojí na okraji přírodního parku Škvorecká obora – Králičina v katastru obce Dobročovice. Po mostě vede naučná stezka PP Škvorecká obora – Králičina, cyklotrasa 8207 a červeně značená turistická trasa spojující Úvaly a Říčany.

## Historie
Byl postaven na místě staršího dřevěného mostu, který je zakreslen již na mapě prvního vojenského mapování. Pochází patrně z první poloviny 19. století, kdy majitelé škvoreckého panství Lichtenštejnové provedli ve Škvorecké oboře řadu stavebních úprav. Stavitelem mohl být Jan I. Josef z Lichtenštejna. Snad pro svůj romantický vzhled byl most mylně datován do středověku a označen jako románský. Roku 2007 byl na návrh Klubu přátel historie a přírody Úval a okolí prohlášen kulturní památkou a poté, již značně zchátralý, opraven.

## Stavební podoba
Dvouobloukový most je segmentově zaklenut, materiálem je lomový i opracovaný kámen. Pilíř je na obou stranách opatřen břitem.

## Památky v okolí
- pozůstatky hradu Skara
- dub ve Škvorecké oboře[6]
- přírodní památka Králičina a Povýmolí